# Brasidas quadratipes
Brasidas quadratipes är en insektsart som först beskrevs av Bolívar 1890.  Brasidas quadratipes ingår i släktet Brasidas och familjen Heteropterygidae. Inga underarter finns listade.